# ليام كوبر
ليام كوبر (بالإنجليزية: Liam Cooper)‏ (مواليد 30 أغسطس 1991 في هول - إنجلترا) لاعب كرة قدم إنجليزي يلعب حاليا لصالح نادي الدرجة الممتازة هال سيتي الإنجليزي منذ 2008 في مركز قلب الدفاع .

## روابط خارجية
- ليام كوبر على موقع الاتحاد الأوربي (الإنجليزية)
- ليام كوبر على موقع الاتحاد الإسكتلندي (الإنجليزية)
- ليام كوبر على موقع قاعدة بيانات كرة القدم.إي يو (الإنجليزية)
- ليام كوبر على موقع ناشيونال فوتبول تيمز (الإنجليزية)
- ليام كوبر على موقع Soccerbase.com (لاعب) (الإنجليزية)
- ليام كوبر على موقع Soccerway.com (الإنجليزية)
- ليام كوبر على موقع عالم كرة القدم.نت (الإنجليزية)